# Ana Santos Payán
Ana María Santos Payán (Guadalajara, 24 de noviembre de 1972-Almería, 31 de marzo de 2014) fue una editora española, fundadora de la editorial independiente El Gaviero Ediciones.

## Biografía
Hija menor de una familia de ferroviarios, creció entre Miranda de Ebro y Alcalá de Henares. Estudió Geografía e Historia en la Universidad de Alcalá de Henares, siendo madre adolescente desde los diecisiete años. En 1996 se mudó con su marido, el profesor de enseñanza secundaria, Pedro J. Miguel, y con su hija pequeña, la escritora Luna Miguel, a la ciudad de Almería. Fundó en 1998 la revista literaria Salamandria y, más adelante, en 2003 la editorial independiente El Gaviero Ediciones, donde publicó a autores como Amalia Bautista, Estíbaliz Espinosa, Juan Antonio González-Iglesias, Juan Bonilla, Tao Lin, Laia Arqueros, Elena Medel, David Meza, Maite Dono o Luis García Jambrina. En su carrera como editora, prestó mucha atención a los escritores noveles y privilegió los textos que no habían encontrado su lugar en otros catálogos. Escribió poesía, realizó trabajos como crítica de arte para el sitio web Espacio Luke, y promovió iniciativas culturales como el Festival de Lectura LILEC o los ciclos «Poesía Bifida» y «Escrito por mujeres y qué» en Almería. En marzo de 2014, a la edad de 41 años, Ana Santos Payán, también conocida como Ana Gaviera en las redes sociales, murió de cáncer.
En 2015, tras su fallecimiento, la Universidad de Almería le rindió un homenaje con un recital de poesía. En 2021, la editorial La Bella Varsovia anunció una convocatoria bienal para el Premio Ana Santos Payán de Proyectos de Libros de Poesía.